# Magway Airport
Magway Airport är en flygplats i Myanmar.   Den ligger i regionen Magwayregionen, i den centrala delen av landet, 130 km väster om huvudstaden Naypyidaw. Magway Airport ligger 88 meter över havet.
Terrängen runt Magway Airport är platt. Runt Magway Airport är det ganska tätbefolkat, med 214 invånare per kvadratkilometer. Närmaste större samhälle är Magway, 2,0 km sydväst om Magway Airport. Runt Magway Airport är det i huvudsak tätbebyggt.